# Rosalba Carriera

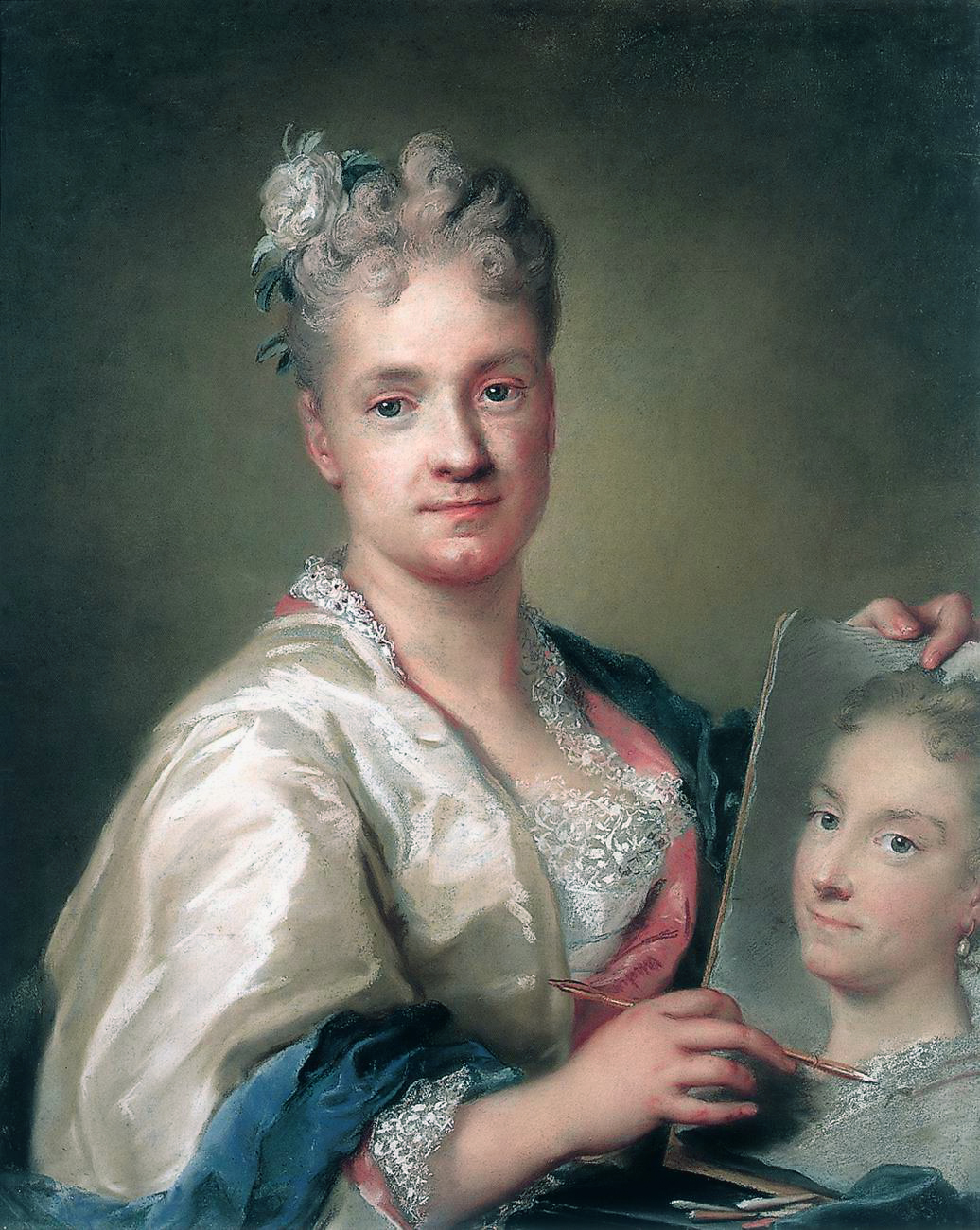
Zelfportret met het portret van haar zuster in de hand, 1715, Uffizi, Florence

Rosalba Carriera (Venetië, 7 oktober 1675 - aldaar 15 april 1757) was een Italiaanse pastelschilderes. Op jonge leeftijd werkte ze voornamelijk als miniatuurschilder en decoreerde ze snuifdozen. Ze werd internationaal bekend als de eerste maker van pastelportretten.

## Biografie
Carriera studeerde aan de Romeinse Accademia di San Lazzaro in Lucca en vervolgens bij Antonio Balestra in Venetië. Gevierd en bewonderd, toerde ze door Europa en was een graag geziene gast bij tal van vorstenhoven. In 1720/21 was ze in Parijs en riep vanwege de vele opdrachten de hulp in van haar zus Giovanna. Na anderhalf jaar keerde zij terug naar Italië. In 1723 was zij in Modena, in 1730 in Wenen. Ze schilderde voornamelijk halfhoge figuren, Christushoofden, Maria's, maar ook mythologische en allegorische figuren. 
Carriera kreeg opdrachten van onder anderen koning Lodewijk XV van Frankrijk en Frederik IV van Denemarken. De Deense koning liet haar miniatuurschilderijen maken van Venetiaanse hofdames die hij in 1707 had leren kennen. Ze schilderde ook portretten van jonge buitenlanders die Venetië bezochten tijdens hun grand tour.
Carriera was de eerste die pastelkrijt gebruikte voor portretten. Toen ze in Frankrijk was (1721/1721), maakte ze onder meer een pastelportret van Lodewijk XV. Daarna werd ze tot erelid benoemd van de Académie royale. Ze had grote invloed op de ontwikkeling van de rococostijl. Bijvoorbeeld Maurice Quentin de la Tour en Jean-Baptiste Perroneau lieten zich door haar inspireren. Het dagboek dat ze schreef tijdens haar verblijf in Parijs werd in 1793 gepubliceerd. 
Na de dood van Giovanna (1737) en een jaar later van hun moeder was Carriera zo wanhopig dat ze niet meer kon werken en moest met veel moeite worden overgehaald opdrachten aan te nemen. Een oogziekte maakte het schilderen lastig. Ondanks enkele pijnlijke oogoperaties, schilderde ze tot 1746. Verzorgd door de enige overlevende zus Angela, die was getrouwd met Giovanni Antonio Pellegrini, woonde Carriera elf jaar in Ca' Biondetti in de wijk Dorsoduro (Venetië) - niet gek, zoals velen beweerden, maar in haar eigen woorden in de "donkerste zwartste nacht." 
Haar (zelf)portretten zijn te vinden in Dresden, Venetië, Wenen, München (Alte Pinakothek), Parijs, in de rijkscollectie, beheerd door de Rijksdienst voor het Cultureel Erfgoed en in Bergen op Zoom in de Markiezenhof. Ze zijn gemaakt in rococostijl, met voornamelijk pastelkleuren.